# ميثاق الشراكة الإستراتيجية بين أرمينيا والولايات المتحدة
ميثاق الشراكة الإستراتيجية بين أرمينيا والولايات المتحدة هو معاهدة بين أرمينيا والولايات المتحدة تهدف إلى تعزيز العلاقات الثنائية من خلال التعاون في مسائل متعددة، تشمل الديمقراطية، السيادة، السلامة الإقليمية، والإصلاحات الاقتصادية والعسكرية. الاسم الكامل للميثاق هو «ميثاق الشراكة الاستراتيجية بين جمهورية أرمينيا والولايات المتحدة الأمريكية».
في 14 يناير 2025، وقع وزير الخارجية الأرميني أرارات ميرزويان ووزير خارجية الولايات المتحدة أنتوني بلينكن وثيقة في واشنطن ترسّخ الشراكة الإستراتيجية. يستند الاتفاق إلى القيم المشتركة مثل تعزيز الديمقراطية، دعم السيادة، وعدم انتهاك الحدود. بينما يتضمن الميثاق مساعدات مقدمة من الولايات المتحدة إلى الجيش الأرميني، إلا أنه لا يتضمن تدخلًا عسكريًا مباشرًا من الولايات المتحدة في حال حدوث نزاع.
أعلن رئيس وزراء أرمينيا نيكول باشينيان في 4 يوليو 2024 عن المبادرة لرفع العلاقات بين أرمينيا والولايات المتحدة إلى مستوى الشراكة الإستراتيجية للمرة الأولى. وأعرب باشينيان عن استعداد أرمينيا لتعزيز العلاقات مع الولايات المتحدة على مستوى إستراتيجي.

## نظرة عامة
يؤكد ميثاق الشراكة الاستراتيجية بين أرمينيا والولايات المتحدة على الرغبة في تعزيز العلاقات الثنائية استنادًا إلى القيم الديمقراطية المشتركة والمصالح المتبادلة. تشمل مجالات التعاون الرئيسية: الدبلوماسية والاقتصاد والدفاع والأمن والثقافة والتعليم، مع التركيز على تعزيز الديمقراطية، الحرية الاقتصادية، حقوق الإنسان، سيادة القانون، وأمن الطاقة.

### مبادئ الشراكة
يستند الميثاق إلى مبادئ احترام السيادة والاستقلال والسلامة الإقليمية. ويبرز الالتزام بالقيم الديمقراطية ويهدف إلى دعم السلام والاستقرار في جنوب القوقاز، وتعزيز جهود أرمينيا للانضمام إلى الهياكل الأطلسية، وتعزيز عملية السلام بين أرمينيا وأذربيجان.

### التعاون الاقتصادي والطاقة
تسعى أرمينيا والولايات المتحدة إلى تعميق التعاون في التجارة والاستثمار والنقل، بالإضافة إلى تنويع قطاع الطاقة الأرميني، بما في ذلك تطوير الطاقة النووية المدنية ومصادر الطاقة المتجددة. كما يخطط الطرفان لتوفير بيئة أعمال أفضل ودعم اندماج أرمينيا في الاقتصاد العالمي.

### الدفاع والأمن
تدعم الولايات المتحدة أرمينيا في تعزيز قدراتها الأمنية والدفاعية الوطنية، بما في ذلك التدريب العسكري ومعالجة تهديدات الأمن العالمي مثل الإرهاب وانتشار أسلحة الدمار الشامل. يمتد التعاون أيضًا إلى الأمن السيبراني.

### تعزيز الديمقراطية وحقوق الإنسان
يتضمن الميثاق بنودًا لدعم الإصلاحات في أرمينيا التي تهدف إلى تعزيز سيادة القانون واستقلال القضاء وحرية التعبير وجهود مكافحة الفساد. كما تقدم الولايات المتحدة المساعدة لجهود أرمينيا في حماية حقوق الإنسان وتوسيع الأطر القانونية المتعلقة بالتمييز والعنف.

### التبادل الثقافي والتعليمي
يشمل التعاون تعزيز الروابط بين الشعوب من خلال برامج التبادل الطلابي والأكاديمي والمهني. يخطط الطرفان لتعزيز التعاون الثقافي، والحفاظ على التراث الثقافي الأرميني، ودعم المبادرات التعليمية.

## تنفيذ الميثاق
أكدت المتحدثة باسم وزارة الخارجية الأرمينية، آني باداليان، إن «الميثاق يحدد الطابع الإستراتيجي للشراكة بين البلدين وفي نفس الوقت يطلق لجنة. ستكون هذه اللجنة هي المنصة التي سيعمل الطرفان من خلالها لتحقيق الأهداف المحددة في الميثاق ومناقشة وتنسيق التعاون في المجالات والقطاعات المحددة فيه».

## تحليل
قارن المحلل الأرمني بينيامين بوغوسيان الاتفاقية باتفاق مماثل وُقّع بين الولايات المتحدة وجورجيا في يناير 2009. ومع ذلك، أشار بوغوسيان إلى أن تلك الاتفاقية لا تتضمن نفس الضمانات الأمنية التي قدمتها الولايات المتحدة لدول مثل اليابان وكوريا الجنوبية أو الفلبين. يقول تيغران غريغوريان، مدير المركز الإقليمي للديمقراطية والأمن في يريفان، إن الوثيقة تعزز العلاقات الثنائية وتخلق فرصًا لتعاون أقرب في المجالات الرئيسية.

### التحول في سياسة أرمينيا الخارجية
برز تحول في السياسة الخارجية لأرمينيا في أواخر 2022، عندما لم ترد روسيا ومنظمة معاهدة الأمن الجماعي على طلبات أرمينيا للحصول على مساعدات عسكرية بعد الاجتياح العسكري الأذربيجاني للأراضي الأرمنية. بعد ذلك بدأت أرمينيا في الابتعاد عن روسيا، وفي فبراير 2024 أعلن رئيس الوزراء باشينيان عن تجميد عضوية أرمينيا في منظمة معاهدة الأمن الجماعي. في ديسمبر 2024، صرّح باشينيان بأن التغيرات في علاقة أرمينيا مع منظمة معاهدة الأمن الجماعي «لا رجعة فيها».
اتخذ المسؤولون الأرمن خطوات رسمية لتعزيز علاقات البلاد مع كل من الولايات المتحدة والاتحاد الأوروبي. في 12 فبراير 2025، وافق البرلمان الأرميني على مشروع قانون يؤيد رسميًا انضمام أرمينيا إلى الاتحاد الأوروبي. واعتُبر تمرير القانون الخطوة الأولى نحو انضمام أرمينيا إلى الاتحاد.

## ردود الفعل
- أرمينيا: أصدرت مجموعة من المنظمات غير الحكومية الأرمنية بيانًا رحبت فيه بتوقيع ميثاق الشراكة الإستراتيجية بين أرمينيا والولايات المتحدة. وجاء في البيان إن «الشراكة تفتح فرصًا جديدة، ليس فقط لأرمينيا ولكن للمنطقة بأكملها، مما يساهم في الأمن الإقليمي، والتعايش السلمي والكريم، والتعاون الاقتصادي». وأضاف البيان «قيم الديمقراطية وحقوق الإنسان وسيادة القانون، التي ستعزز بلا شك تنمية أرمينيا وسيادتها وأمنها». ومن بين الموقعين على البيان «مؤسسة المجتمع المفتوح – أرمينيا»، و«جمعية المواطنين في هلسنكي – فانادزور»، و«اتحاد المواطنين المطلعين».[11]

- روسيا: صرح ديمتري بيسكوف، السكرتير الصحفي للكرملين، إن الولايات المتحدة لم تلعب قط دورًا في تعزيز الاستقرار في جنوب القوقاز، بل يمكن القول إنها لعبت دورًا معاكسًا لذلك. وفي سياق هذه الإجراءات، تحاول الولايات المتحدة بالتأكيد جذب المزيد من الدول إلى فلكها. لكن «هذا حق سيادي مطلق لأصدقائنا الأرمن».[12][13]

### المنظمات الدولية
- رحبت فريدم هاوس بتوقيع الميثاق، واصفةً إياه بأنه «دليل على التقدم المستمر لأرمينيا والتزامها بالتنمية الديمقراطية».[14]

## وصلات خارجية
- ميثاق الشراكة الإستراتيجية بين الولايات المتحدة الأمريكية وجمهورية أرمينيا على موقع سفارة الولايات المتحدة في أرمينيا.
- بيان وزير خارجية أرمينيا أرارات ميرزويان في حفل توقيع ميثاق الشراكة الاستراتيجية بين أرمينيا والولايات المتحدة على موقع وزارة الخارجية الأرمينية.